# Utö, Finby
Utö (finska: Ulkoluoto) är en ö i Finland. Den ligger i Finby i kommunen Salo i den ekonomiska regionen  Salo och landskapet Egentliga Finland, i den södra delen av landet, 110 km väster om huvudstaden Helsingfors. Arean är 15,2 kvadratkilometer.
Öns högsta punkt är 56 meter över havet. Den sträcker sig 7,5 kilometer i nord-sydlig riktning, och 4,9 kilometer i öst-västlig riktning.  I omgivningarna runt Utö växer i huvudsak blandskog. Byar Tessvärr, Siksala och Söderby finns på ön.